# Peñón de Vélez de la Gomera
Vélez de la Gomera (en árabe: حجر بديس, transliterado: Haŷar Badis) es un peñón español en el norte de África. Se encuentra a 126 kilómetros al oeste de Melilla y a 117 kilómetros al sudeste de Ceuta. Tiene una extensión aproximada de 19 000 m² y una altitud máxima de 87 metros. Originalmente era una isla rocosa hasta que un terremoto en 1930 lo convirtió en península, uniéndolo con el continente a través de un estrecho istmo de arena, o tómbolo, que hace de frontera con Marruecos.
El peñón de Vélez de la Gomera depende de la Capitanía Marítima de Melilla. De forma permanente está ocupado por efectivos del Grupo de Regulares n.º 52, del Ejército de Tierra. El límite que separa España de Marruecos por Vélez de la Gomera, pensado inicialmente como una línea de fondeo, constituye la sección de frontera más pequeña del mundo, con apenas 85 metros de longitud. No está permitido cruzarla en ningún sentido al no constituir un punto de control de fronteras.

## Ubicación
Este islote, situado 138 kilómetros al oeste de Melilla, es una de las denominadas plazas de soberanía de España en el norte de África, en la costa que se encuentra entre Ceuta y Melilla, habiendo vuelto con plenitud a esa condición después de la independencia del Protectorado español de Marruecos, debido al hecho de que siempre se mantuvo como no integrado en aquél.

## Geografía

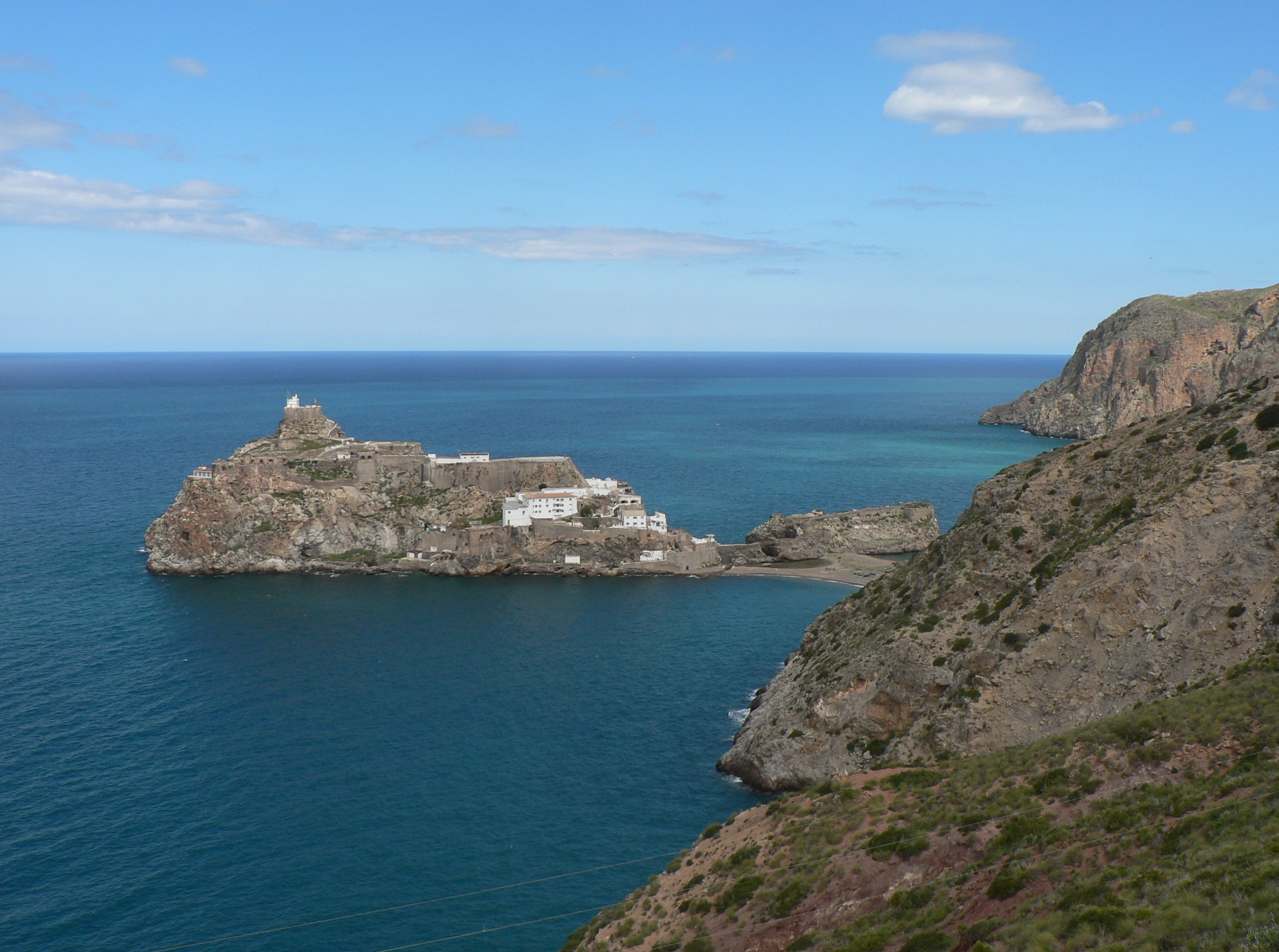
Vista del peñón y de la costa norteafricana.

El peñón de Vélez de la Gomera es una roca de 260 metros de largo, con una anchura entre 15 y 100 metros, teniendo 87 metros en su punto más alto.
Los primeros estudios descriptivos sobre el mismo se realizaron a mediados del siglo XIX, constatándose cómo la población marroquí de tierra firme convivía pacíficamente con la guarnición española.
La soberanía española comprendía, además del islote, el territorio continental, que incluía la villa de Bades y los montes y fortalezas —ya en ruinas— que dominaban la plaza.

... El peñón que había ocupado Pedro Navarro se presentaba abrigado en una gran curva de la costa, cuyos extremos eran los cabos de Baba y Cantil, y en la mitad aproximada de cuyo arco se abre un valle, el Uad Bades, donde se encontraba sobre el mar, la ciudad de Bades. La distancia del Peñón a la costa es, aproximadamente, de unos 800 metros, y siendo la altura del Peñón sólo de 85 metros, resulta totalmente dominado por las cumbres y hasta por la media ladera de los macizos de Baba, Cantil y Gomerano. El Peñón está constituido por dos elevaciones: una, la más importante en extensión y la de mayor altura, y la otra (la isleta) mucho más baja y menor en extensión, alargada, que se une al Peñón por un istmo cortado, y al que después se daba paso por un puente de madera, Por su forma se ha dicho que el conjunto puede asemejarse a una sartén, de la cual la isleta y el istmo serían el mango ...

El peñón carece de manantiales de agua potable, así como prácticamente de arbolado salvo alguna higuera y un ejemplar de alto porte de P. laurocerassus, por lo que hasta hace poco se precisaba abastecerla desde Málaga, situada a unas 100 millas náuticas, precisando disponer de amplios aljibes. En la actualidad se autoabastece a través de una pequeña desaladora.

## Historia

### El pequeño reino de Bades en la Gomera
A comienzos de la Edad Moderna, el islote fortificado de Bades protegía el complejo defensivo terrestre de la ciudad del mismo nombre, que contaba con sus propias atarazanas.
El Imperio otomano, interesado por la importancia corsaria de este reino, lo reforzó en el siglo XVI con cuatro fortalezas que protegían la rada y el islote. Sus ruinas son conocidas por los españoles como las Torres de Alcalá.

### Primera ocupación española (1508)
La peligrosa navegación por el mar Mediterráneo inquietaba a los Reyes Católicos; para solucionar el problema Juan Alonso Pérez de Guzmán, III duque de Medina Sidonia, conquistó Melilla en 1497. Afianzó su posición con las conquistas de Cazaza en 1505 y Torres de Alcalá en 1508, donde levantó sendas fortalezas cristianas.
El peñón de Vélez de la Gomera fue conquistado el 23 de julio de 1508 por Pedro Navarro, tras constatar que los piratas a los que perseguía se refugiaban en el peñón; este procedió a la fortificación del islote.Pedro Navarro, necesitado de agua, conquistó también los enclaves terrestres que completaban el islote. La ciudad de Vélez contaba entonces con unos 7 000 habitantes. La posesión del peñón suponía una amenaza para el país bereber de Badis, surgido en la zona de Gomara, patria de los gomeles procedentes del Reino de Granada, cabila de Bocoya, fracciones de Beni Iteft y de Beni Bu Frah.
El dominio de esta cabila impedía que desde la misma se ejerciese la acción de piratería, ya que cerca de Bades se encuentra la alcazaba de Senada.

### Pérdida (1522)
El 20 de diciembre de 1522, mandando la guarnición Juan de Villalobos, vio aproximarse una flota procedente de Andalucía y, suponiendo que eran refuerzos españoles, les abrió las puertas del peñón. No obstante, se trataba de naves enviadas por el Sultanato wattásida que pasaron a la guarnición a cuchillo una vez consumado el engaño.
Dueños del doble enclave, insular y terrestre, Mohammad ben Al Mançour se hizo cargo del «nido inexpugnable del Señor de Bades, figura que pasa a ser de relevante predicamento entre los numerosos corsarios que poblaban estas costas».

### Intentos españoles para recuperarlo (1525-1563)
A finales de octubre de 1525, el capitán general de Granada Luis Hurtado de Mendoza y Pacheco, II marqués de Mondéjar, fracasó en su intento de recuperar el peñón de Vélez de la Gomera. Los piratas marroquíes fueron sustituidos progresivamente por otomanos y argelinos. Bades se convirtió en una amenaza.
En julio de 1563 se envió una nueva expedición al mando de Sancho de Leiva y Ladrón de Guevara que consiguió ocupar Torres de Alcalá, desde donde inició el asalto.

### Segunda ocupación española (1564). Bajo el reinado de Felipe II
Finalmente, el 6 de septiembre de 1564, García Álvarez de Toledo Osorio, IV marqués de Villafranca del Bierzo y virrey de Cataluña, recuperó el peñón de Vélez de la Gomera para España por orden del rey Felipe II. Para ello contó con una armada compuesta por 93 galeras y 60 buques menores.
En recompensa por el éxito de la reconquista de la estratégica plaza y la ayuda a la isla durante el sitio de Malta, en 1565, el rey le concedió a García Álvarez de Toledo Osorio el ducado de Fernandina y el principado de Montalbán el 24 de diciembre de 1569. El peñón se ha mantenido ininterrumpidamente bajo soberanía española desde 1564.
Tras la derrota del sultán Muley Áhmed (Muhámmad Al-Mutawákkil o Abu Abdalah Mohámmed II) en una guerra que duró un año, éste se refugió en la alcazaba de Snada el 20 de noviembre de 1577 para protegerse del ejército de su tío Abul El Malik El Ghazi que ocupó el trono de Marruecos. Un día después mandó una carta al gobernador del peñón de Vélez de la Gomera, Juan de Molina, para que informase al Rey de España Felipe II de su situación de reclusión en la alcazaba. Tres días después, el 23 de noviembre de 1577, mandó otra carta pidiéndole ayuda para recuperar su trono. La petición surtió efecto, y el consejo de guerra español se reunió en Madrid el 13 de diciembre de 1577. Se decidió dar a Muley Áhmed permiso para refugiarse en el peñón con su familia.
Como en aquella época sólo los portugueses tenían derecho a entrar en tierra marroquí, el Rey Felipe II avisó a su embajador en Lisboa para informar al Rey portugués Don Sebastián de la llegada de Muley Ahmed al peñón de Vélez de la Gomera. El 20 de enero de 1578 llegaron al peñón seis barcos cargados de material militar enviados por el Rey Don Sebastián. En la alcazaba de Snada se encontraron El Mutaukil y el comandante portugués Bastião Gonzálvez. El Rey Don Sebastián estaba dispuesto a ayudarle a recuperar su trono.
El 14 de febrero de 1578 Muley Áhmed reunió sus tropas en una playa cerca del peñón de Vélez de la Gomera bajo protección de cañones españoles hasta que recibió la orden del rey portugués para navegar hacia Ceuta (entonces posesión portuguesa) el 26 de marzo de 1578.

### SigloXVII-presente
Durante el asedio de Melilla de 1774, una pequeña guarnición bajo el mando de Florencio Moreno rechazó al ejército comandado por Mohámmed III de Marruecos que pretendía hacerse con el Peñón de Vélez de la Gomera.
Pascual Madoz describe en el Diccionario geográfico-estadístico-histórico de España y sus posesiones de Ultramar (1849), diferentes avatares sufridos por la guarnición de la plaza que se detallan a continuación sin transcripción:

En 1662 se sufrió una escasez de víveres tan estremada, que llegó el caso de abrir su gobernador las puertas para que saliera el que quisiera. En 1680 sitiarion 40,000 moros al Peñón; pero habiendo sido socorrido á tiempo, tuvieron aquellos que retirarse. En 1702 mandó el emperador de Marruecos á su hijo con un ejército  considerable para que unido á la gente de la comarca tomasen la plaza, que pensaban sorprender. Después de varios ataques se apoderaron los moros del fuerte que había en el campo, y habiéndolo reconquistado los españoles lo echaron a tierra para que, en caso de perderse, en lo sucesivo no pudieran desde él hostilizar la plaza. (...) En 1743 se padeció en el Peñón una peste, y en 1821 la epidemia de la fiebre amarilla, traída á dicho punto desde Alhucemas; diezmó considerablemente la guarnición. Esta en diversas épocas ha sufrido hambres terribles, hasta el punto de que en 1842 se echaron al campo del moro 450 presidiarios para aligerar de gente á la que se encerraba en el Peñón.
Pascual Madoz

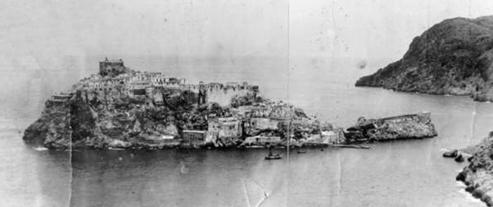
El islote en 1920

En 1921, en el contexto de la guerra del Rif, se decidió reforzar la presencia española en el mismo. El peñón fue atacado y se evacuó a la población civil en abril de 1922 con los submarinos B-1 e Isaac Peral (A-0), apoyados por el acorazado España. El 7 de abril de 1922, José María Martínez Esparza (teniente por entonces), al mando de 50 legionarios, se trasladan en el vapor Bustamante al peñón, donde el enemigo tenía asediados a los defensores del mismo. El desembarco se realizó bajo intenso fuego de fusil y cañón. La Legión mejoró rápidamente las posiciones, aumentando su capacidad defensiva y las condiciones de seguridad del peñón; más tarde, tras varios contraataques, los españoles obligan al enemigo a levantar el asedio y a retirarse tras sufrir grandes pérdidas. Posteriormente, tuvo que ser abastecido en junio de 1922 por los submarinos A-3, Isaac Peral (A-0) y B-1.
Hoy día carece de valor estratégico militar y ya en las Cortes de 1872 se propuso su abandono o voladura, aunque estas propuestas no llegaron a prosperar. El antiguo islote rocoso quedó unido a tierra firme por los efectos de un terremoto acaecido en agosto de 1930.
En la mañana del 29 de agosto de 2012 tuvo lugar un incidente en el que siete activistas marroquíes del llamado Comité de Coordinación para la Liberación de Ceuta y Melilla subieron al peñón y colocaron banderas de Marruecos.